# Problema de "einstein"
Na geometria plana, o problema de "einstein" (do alemão ein Stein, "um ladrilho") inquire sobre a existência de um único protomosaico (prototile) ou ladrilho que por si só forme um conjunto aperiódico de protomosaicos, ou seja, uma forma que pode preencher com tesselas o espaço, mas apenas de forma não periódica.
Dependendo das definições particulares de não periodicidade e das especificações de quais conjuntos podem ser qualificados como ladrilhos e quais tipos de regras de correspondência são permitidos, o problema está aberto ou resolvido. O problema de einstein pode ser visto como uma extensão natural da segunda parte do décimo oitavo problema de Hilbert, que pede um único poliedro que preencha o espaço tridimensional euclidiano, mas de modo que nenhum mosaico desse poliedro seja isoédrico. Ladrilhos anisoédricos foram encontrados por Karl Reinhardt em 1928, mas eles preenchem o espaço  de forma periódica.
Em 2023, uma possível solução para o problema foi anunciada, mas o estudo ainda não foi revisado por pares ou publicado formalmente.

## Soluções propostas

Uma das infinitas famílias de ladrilhos Smith–Myers–Kaplan–Goodman-Strauss.

Um ladrilho que não se repete e usa apenas uma forma (Goodman-Strauss e outros)

O ladrilho Socolar-Taylor é uma proposta de solução para o problema de einstein.

Em 1988, Peter Schmitt descobriu um único protótipo aperiódico no espaço euclidiano tridimensional. Embora nenhum ladrilho deste protótipo admita uma translação como uma simetria, alguns têm uma simetria de parafuso. A operação do parafuso envolve uma combinação de uma translação e uma rotação através de um múltiplo irracional de π, de modo que nenhum número de operações repetidas produz uma translação pura. Esta construção foi posteriormente expandida por John Horton Conway e Ludwig Danzer a um protótipo aperiódico convexo, o ladrilho Schmitt-Conway-Danzer. A presença da simetria do parafuso resultou em uma reavaliação dos requisitos de não periodicidade. Chaim Goodman-Strauss sugeriu que um ladrilho seja considerado fortemente aperiódico se não admitir nenhum grupo cíclico infinito de movimentos euclidianos como simetrias, e que apenas conjuntos de ladrilhos que impõem forte aperiodicidade sejam chamados de fortemente aperiódicos, enquanto outros conjuntos devem ser chamados fracamente aperiódicos.
Em 1996, Petra Gummelt construiu um azulejo decagonal decorado e mostrou que quando são permitidos dois tipos de sobreposições entre pares de ladrilhos, os ladrilhos podem cobrir o plano, mas apenas de forma não periódica. Um ladrilho é geralmente entendido como uma cobertura sem sobreposições e, portanto, o ladrilho Gummelt não é considerado um prototile aperiódico. Um ladrilho aperiódico definido no plano euclidiano que consiste em apenas um ladrilho - o ladrilho Socolar-Taylor - foi proposto no início de 2010 por Joshua Socolar e Joan Taylor. Essa construção requer regras de correspondência, regras que restringem a orientação relativa de dois ladrilhos e que fazem referência a decorações desenhadas nos ladrilhos, e essas regras se aplicam a pares de ladrilhos não adjacentes. Como alternativa, um ladrilho não decorado sem regras correspondentes pode ser construído, mas o ladrilho não está conectado. A construção pode ser estendida para um ladrilho tridimensional conectado sem regras de correspondência, mas este ladrilho permite ladrilhos que são periódicos em uma direção e, portanto, é apenas fracamente aperiódico. Além disso, o ladrilho não é simplesmente conectado.
A existência de um conjunto de ladrilhos fortemente aperiódicos para o plano euclidiano consistindo de um ladrilho conectado sem regras de correspondência é um problema não resolvido.
Em 2023, David Smith, Joseph Samuel Myers, Craig S. Kaplan e Chaim Goodman-Strauss disponibilizaram uma preprint provando a existência de uma família de soluções, com base em um "chapéu" formado por oito cópias de um deltoide de 60°–90°–120°–90°, colado de ponta a ponta. Sua prova aguarda revisão por pares e publicação formal.